# Dophla evelina
Dophla es un género monotípico de  mariposa, de la familia Nymphalidae, subfamilia Limenitidinae, tribu Adoliadini, cuenta con una especie: Dophla evelina y trece subespecies reconocidas científicamente (integrantes de la superfamilia Papilionoidea).

## Especie
- Dophla evelina (Stoll, 1790)

## Subespecies
- Dophla evelina evelina (Stoll, 1790)
- Dophla evelina derma (Kollar, 1848)
- Dophla evelina vallona (Fruhstorfer, 1913)
- Dophla evelina annamita (Moore, 1879)
- Dophla evelina compta (Fruhstorfer, 1899)
- Dophla evelina gasvena (Fruhstorfer)
- Dophla evelina mahonia (Fruhstorfer)
- Dophla evelina pyxidata (Weymer)
- Dophla evelina sikandi (Moore, 1858)
- Dophla evelina mahapota (Fruhstorfer)
- Dophla evelina magama (Fruhstorfer)
- Dophla evelina eva (Felder)
- Dophla evelina proditrix (Fruhstorfer)

## Localización
Esta especie de mariposa y sus subespecies se encuentran distribuidas en el sur de Asia. 